# Broasjö
Broasjö är en sjö i Högsby kommun i Småland och ingår i Alsteråns huvudavrinningsområde. Sjön har en area på 0,134 kvadratkilometer och ligger 151,8 meter över havet. Vid provfiske har abborre och mört fångats i sjön.

## Delavrinningsområde
Broasjö ingår i det delavrinningsområde (633140-150473) som SMHI kallar för Inloppet i Stora Sinnern. Medelhöjden är 143 meter över havet och ytan är 73,85 kvadratkilometer. Det finns inga avrinningsområden uppströms utan avrinningsområdet är högsta punkten. Trändeån som avvattnar avrinningsområdet har biflödesordning 2, vilket innebär att vattnet flödar genom totalt 2 vattendrag innan det når havet efter 43 kilometer. Avrinningsområdet består mestadels av skog (85 procent). Avrinningsområdet har 1,73 kvadratkilometer vattenytor vilket ger det en sjöprocent på 2,3 procent.